# Almah Jane Frisby
Almah Jane Frisby (8 juillet 1857 - 12 novembre 1931) est médecin et professeure d'université aux États-Unis.

## Enfance et formation
Almah Jane Frisby est née à West Bend, Wisconsin, fille de l'avocat Leander F. Frisby (en) et de Frances E. Rooker Frisby. Le juge Franklin L. Gilson (en) est son cousin. Elle est diplômée de l'université du Wisconsin à Madison en 1878 ; lors des cérémonies de remise des diplômes de l'université cette année-là, Almah Frisby et sa sœur Alice Frisby prononcent toutes deux des discours. Almah Frisby suit une formation de médecin à l'école de médecine de l'université de Boston, où elle obtient son diplôme en 1883.

## Carrière
Almah Frisby a un cabinet médical privé à Milwaukee, Wisconsin. En 1886-1887, elle est médecin résidente à l'hôpital homéopathique pour femmes de Philadelphie, en Pennsylvanie, et en 1887, elle passe un été comme médecin résidente dans un hôtel des Catskills. Elle présente un article à l'Association médicale homéopathique de l'État du Wisconsin en 1887, intitulé Topical vs. Internal Medication in the Treatment of Uterine Disease. Elle est la première femme nommée au Conseil de contrôle de l'État du Wisconsin ; elle est membre du conseil de 1905 à 1912, supervisant les maisons de correction, les prisons, les hôpitaux et les institutions de bienfaisance de l'État,. « Elle déclare que le jugement des femmes est nécessaire pour déterminer les conditions de santé, les occupations, les soins appropriés et l'éducation des femmes et des filles dans les institutions de l'État », explique un reportage en 1905.
De 1889 à 1895, Almah Frisby est professeure d'« hygiène et de sciences sanitaires » et directrice du Ladies' Hall à l'université du Wisconsin, où elle enseigne et supervise des étudiantes. En 1897, elle coécrit un rapport pour le ministère de l'agriculture des États-Unis intitulé Losses in Boiling Vegetables and the Composition and Digestibility of Potatoes and Eggs. Elle est la première femme nommée au conseil d'administration de l'université, poste qu'elle occupe de 1901 à 1906,.

## Vie personnelle
Almah Jane Frisby décède en 1931, à Santa Barbara, en Californie, à l'âge de 74 ans. Ses papiers sont archivés à la Wisconsin Historical Society. Il existe une gare ferroviaire portant le nom d'Almah J. Frisby à Marshfield, Wisconsin.